# Richard Howell
Richard Howell (25 de outubro de 1754 - 28 de abril de 1802) foi governador de Nova Jérsei de 1794 a 1802.

## Vida
R. Howell nasceu em Newark, Delaware, seu pai era Ebenezer Howell e sua mãe Sarah Bond. Ele foi advogado e um soldado do precoce Exército dos Estados Unidos, atuou como capitão e mais tarde major do 2 º Regimento de Nova Jersey de 1775 a 1779. Foi-lhe oferecido o papel de juiz defensor do exército, mas rejeitou a nomeação para exercer a advocacia. Ele era escriturário do Supremo Tribunal de New Jersey a partir de 1778 a 3 de junho de 1793. Ele sucedeu Thomas Henderson como governador e cumpriu seu papel até 1802. Substituído pelo governador como Joseph Bloomfield, Howell morreu no ano seguinte. Ele era o avô de Varina Howell, a segunda esposa do Presidente Confederado Jefferson Davis.
Howell morreu em Trenton, Nova Jérsei em 28 de abril de 1802, e foi sepultado no Friends Buring Ground daquela cidade.

## Ligações Externa
- Biblioteca Estadual de Nova Jérsei, biografia de Richard Howell
- Governador de Nova Jérsei, Richard Howell, Associação Nacional de Governadores